# Masser–Gramains konstant
Masser–Gramains konstant är en matematisk konstant definierad som
{\displaystyle \delta =\lim _{n\to \infty }\left(\sum _{r=2}^{n}{\frac {1}{\pi {\rho _{r}}^{2}}}-\log n\right)}
där {\displaystyle \rho _{r}} är radien på den minsta slutna cirkelskiva i det komplexa talplanet som innehåller minst r stycken gaussiska tal. Masser–Gramains konstant kan betraktas som en tvådimensionell generalisering av Eulers konstant γ.
F Gramain och M Weber har visat att
1,811447299 < {\displaystyle \delta } < 1,897327117,
men konstantens exakta värde är okänt. Gramain lade fram den ännu obekräftade hypotesen
{\displaystyle \delta =\log {\frac {4\pi ^{3}e^{1+2\gamma }}{\Gamma (1/4)^{4}}}=1,\!822825249678847...}
där Γ betecknar gammafunktionen.